# Pieces of the Sky
Pieces of the Sky är ett musikalbum av Emmylou Harris som lanserades 1975 på Reprise Records. Det var hennes andra studioalbum och det första hon gjorde för ett stort skivbolag. Albumet består mestadels av covers på låtar av artister så som The Beatles, Merle Haggard och Dolly Parton. Det innehåller dock en originalskriven låt av Harris, "Boulder to Birmingham" som handlar om sorgen och saknaden efter Gram Parsons död. Det var Gram Parsons som introducerat Harris för The Louvin Brothers, vars låt "If I Could Only Win Your Love" Harris spelade in för detta album. Den släpptes även som singel från albumet och blev en amerikansk hit. Låten nådde plats 58 på Billboard Hot 100-listan.

## Låtlista
(kompositör inom parentes)
1. "Bluebird Wine" (Rodney Crowell) – 3:18
2. "Too Far Gone" (Billy Sherrill) – 4:05
3. "If I Could Only Win Your Love" (Charlie Louvin, Ira Louvin) – 2:36
4. "Boulder to Birmingham" (Emmylou Harris, Bill Danoff) – 3:33
5. "Before Believing" (Danny Flowers) – 4:44
6. "The Bottle Let Me Down" (Merle Haggard) – 3:16
7. "Sleepless Nights" (Felice and Boudleaux Bryant) – 3:25
8. "Coat of Many Colors" (Dolly Parton) – 3:42
9. "For No One" (Lennon–McCartney) – 3:40
10. "Queen of the Silver Dollar" (Shel Silverstein) – 5:14

## Listplaceringar
- Billboard 200, USA: #45[1]
- Billboard Country Albums: #7